# Hoplodrina egens
Hoplodrina egens là một loài bướm đêm trong họ Noctuidae.